# 黒猫と魔女の教室
『黒猫と魔女の教室』（くろねことまじょのきょうしつ）は、金田陽介による日本の漫画。『マガジンポケット』（講談社）にて、2022年3月16日より連載中。師弟関係にある魔女見習いと黒猫による「学園ファンタジー」作品。
2026年にテレビアニメ化が発表されている。

## あらすじ
主人公は、魔法が使えないポンコツの魔女見習いスピカ・ヴァルゴ。1等級魔術師であるクロード・シリウスに憧れ、魔法学校「王立ディアナ魔術校」への合格を夢見ている。魔法学校合格のためには師匠が必要だが、スピカには金もコネもない。しかし、そんな時スピカの前に人語を駆使し魔法を使う呪いにかかった黒猫が現れる。魔術を学びたいスピカと呪いをときたい黒猫の思惑は一致。師弟関係を結び王立ディアナ魔術校への合格を目指す。

## 登場人物
声の項は4巻発売時に公開されたPVの声優・テレビアニメ共通。

### 主人公
スピカ・ヴァルゴ
声 - 本渡楓
本作の主人公。
星座はおとめ座。身長は156センチメートル。血液型はO型。誕生日は8月23日。単行本1巻の時点での年齢は14歳。
実家は農家で、4男2女の大家族。
かつて命を救われたクロードに憧れ、彼と同じ一等魔術師になるべく魔法を覚えようと独学で頑張っていた。
魔法が使えないまま、ディアナ校の入学試験まで1年を切って悩んでいたとき、ひょんな事から元人間の魔術師の猫と出会い、魔法の師匠になってもらうことを頼む。しかしその猫こそがスピカの憧れるクロード・シリウス張本人であった。
何も魔法が使えないと思っていたが、後にどの魔法特性にも該当しない「再生魔法」が使えることが判明。更には一時的にクロードの呪いを解くことのできる唯一の存在であり、紆余曲折を経てクロードの弟子となる。
クロードの特訓もあり入学試験に合格し、クロードのカヴン（クラス）になる。
前向きで快活、諦めの悪い性格だが、クロードの前では乙女らしい一面を見せる事もある。
クロード・シリウス
声 - 島﨑信長
本作のもう1人の主人公。
星座はいて座。身長は178センチメートル。血液型はA型。誕生日は12月21日。単行本1巻の時点での年齢は21歳。
16歳で1等級魔術師になり、ディアナ校の高等部を飛び級で卒業した元天才魔術師。17歳で教授に選任されるも、「輪廻の呪い」で猫になったことで僅か1年程で行方不明となり落ちぶれていた。
ディアナ校への入学を目指すスピカと出会い、彼女が猫の姿のクロードの言葉を理解し、何でもすると言ったことから、彼女の師匠になる。
スピカが魔力を肛門から注入したことで呪いが解け、師匠を辞めようとしたが、彼女のレベル不足から、すぐに猫の姿に戻ってしまった。1等級魔術師になるというスピカの夢と、「輪廻の呪い」の解除を目指すクロードの利害の一致から先生として3年間つきっきりで特訓をすることになる。
一時的ながら人間に戻ることができるようになったので、ディアナ校の教授に復帰するが、失踪したという噂から生徒たちから不信感を抱かれていることから、担当するカヴン（クラス）の生徒を全員卒業させるという試練を課される。
なお自信家で口が悪く、彼に幻想を抱いていたスピカが幻滅するほど性格が悪い。しかし言葉とは裏腹に強い正義感を持ち、スピカ達が危機に陥ると危険も省みずに飛び出し憎まれ口を叩きながら助けるツンデレ気質な所も。

### 王立ディアナ魔術校関係者

#### 教師
ジャスティス・ライブラ
ディアナ校の教頭。
ジャンヌ
ディアナ校の校長で、クロードの師匠。
一見すると上品な淑女だが、弟子のクロードに負けず劣らず性格が悪い。

#### クロードカヴン
クロードが担任を務めるクラスであり、スピカの所属するクラスでもある。
アリア・アクエリアス
スピカのクラスメート。彼女の友達であり、入学のための実技試験のもう1人の合格者。
誕生日は1月20日。
何をするにも天才的な才能を持ち、高レベルの水瓶座魔法（アクエリアスマジック）を使いこなす。
スピカとは幼馴染で一方的にライバル視されているが、アリア自身は彼女を小馬鹿にする言動が多い。
イオ・トーラス
スピカのクラスメート。
牡牛座魔法（トーラスマジック）の使い手で、巨大化が得意。
おっとりしているが、友達を傷つけられると怒る。また発育が良く、魔法を使わずとも高身長かつスピカが衝撃を受ける程の巨乳。
アストレア・ライブラ
スピカのクラスメートで、教頭であるジャスティス・ライブラの息子。
カストル・ジェミニ
スピカのクラスメート。ポルックス・ジェミニの双子の兄。魔法特性は光魔法である、双子座魔法（ジェミニマジック）。
ポルックス・ジェミニ
スピカのクラスメート。カストル・ジェミニの双子の妹。魔法特性は光魔法である、双子座魔法（ジェミニマジック）。
レオ・レグルス
スピカのクラスメート。
カペラ・カプリコーン
スピカのクラスメート。
ユゥ・アリーズ
スピカのクラスメート。
メロウ・パイシーズ
スピカのクラスメート。
キロン・サジタリアス・アラディア
スピカのクラスメート。
タルフ・キャンサー
スピカのクラスメート。
ハナ・サソリジョウ
スピカのクラスメート。

## 用語

### アラディア王国関連
アラディア王国（アラディアおうこく）
作品世界に登場する王国。同国の観光名所の1つである「とんがり帽子の世界樹」の根元のトンネルを抜けた先に王立ディアナ魔術校は存在する。
王立ディアナ魔術校（おうりつディアナまじゅつこう）
作品世界における最難関の魔法学校。約1,000年前に始祖の魔女「セレネ」によって創設された。
生徒数は中等部と高等部を合わせて600人を超える。
カヴン
ディアナ校におけるクラスのこと。
ディアナ校では12人の生徒と1人の教師で1つのカヴンを作り、3年間勉学と寝食を共にする。

### 魔法関連
魔法特性（まほうとくせい）
生まれ持った魔法のタイプのこと。特性以外の魔法は基本的に身に付けることができない。
魔法特性はいて座（風魔法）、さそり座（毒魔法）、てんびん座（心眼魔法）、おとめ座（植物魔法）、しし座（獣魔法）、かに座（鋼魔法）、やぎ座（悪食魔法）、みずがめ座（水魔法）、うお座（海洋魔法）、おひつじ座（炎魔法）、おうし座（強化魔法）、ふたご座（光魔法）の全12系統が存在する。

## 書誌情報
- 金田陽介『黒猫と魔女の教室』講談社〈講談社コミックス〉、既刊12巻（2025年8月7日現在）
  1. 2022年7月8日発行[35]（同日発売[27][3]）、ISBN 978-4-06-528426-1
  2. 2022年9月9日発行[36]（同日発売[37]）、ISBN 978-4-06-529087-3
  3. 2022年12月9日発売[38]、ISBN 978-4-06-529951-7
  4. 2023年3月9日発売[39][5]、ISBN 978-4-06-530917-9
  5. 2023年7月7日発売[40][5]、ISBN 978-4-06-532168-3
  6. 2023年11月9日発売[41]、ISBN 978-4-06-533155-2
  7. 2024年3月8日発売[42]、ISBN 978-4-06-534859-8
  8. 2024年7月9日発売[43]、ISBN 978-4-06-536116-0
  9. 2024年11月8日発売[44]、ISBN 978-4-06-537038-4
  10. 2025年2月7日発売[45]、ISBN 978-4-06-538401-5
  11. 2025年5月9日発売[46]、ISBN 978-4-06-539352-9
  12. 2025年8月7日発売[47]、ISBN 978-4-06-540346-4

## テレビアニメ
2026年より放送予定。

### スタッフ
- 原作 - 金田陽介（講談社「マガジンポケット」連載）[4]
- 監督 - 龍輪直征[4]
- シリーズ構成 - 後藤みどり[4]
- キャラクターデザイン - 小野田貴之[4]
- アニメーション制作 - ライデンフィルム[4]